# Rue Paul-Chenavard
La rue Paul-Chenavard, anciennement rue Saint-Pierre, est une voie publique du 1er arrondissement de la ville de Lyon, en France. Elle relie les places des Terreaux et Saint-Nizier et porte le nom du peintre lyonnais Paul Chenavard (1807-1895).

## Situation
La rue, d'orientation nord-sud se prolonge au sud dans le 2e arrondissement sous le nom de rue de Brest. Dans sa partie médiane, se trouve la place Meissonnier.

## Histoire

### Odonymie antérieure
La rue porte le nom de Saint-Pierre, en raison de la présence de l'église Saint-Pierre.

### La rue actuelle

#### Odonymie
Le 23 avril 1895 (par délibération municipale), elle devient la rue Paul-Chenavard du nom du peintre lyonnais Paul Chenavard, élève d'Ingres, qui a notamment légué sa collection de près de vingt mille gravures à la ville. 

#### Délimitation
Sa partie médiane entre les actuelles place Meissonnier et rue Chavanne s'appelait rue Saint-Côme, nom sous lequel elle se prolongeait en coude sur la rue Chavanne.

### De nos jours
En 2021, un immeuble en péril provoque la fermeture totale de la rue entre les rues Longue et Chavanne. Depuis 2022, la portion coupée n’a rouvert que pour les piétons et cyclistes.

## Galerie

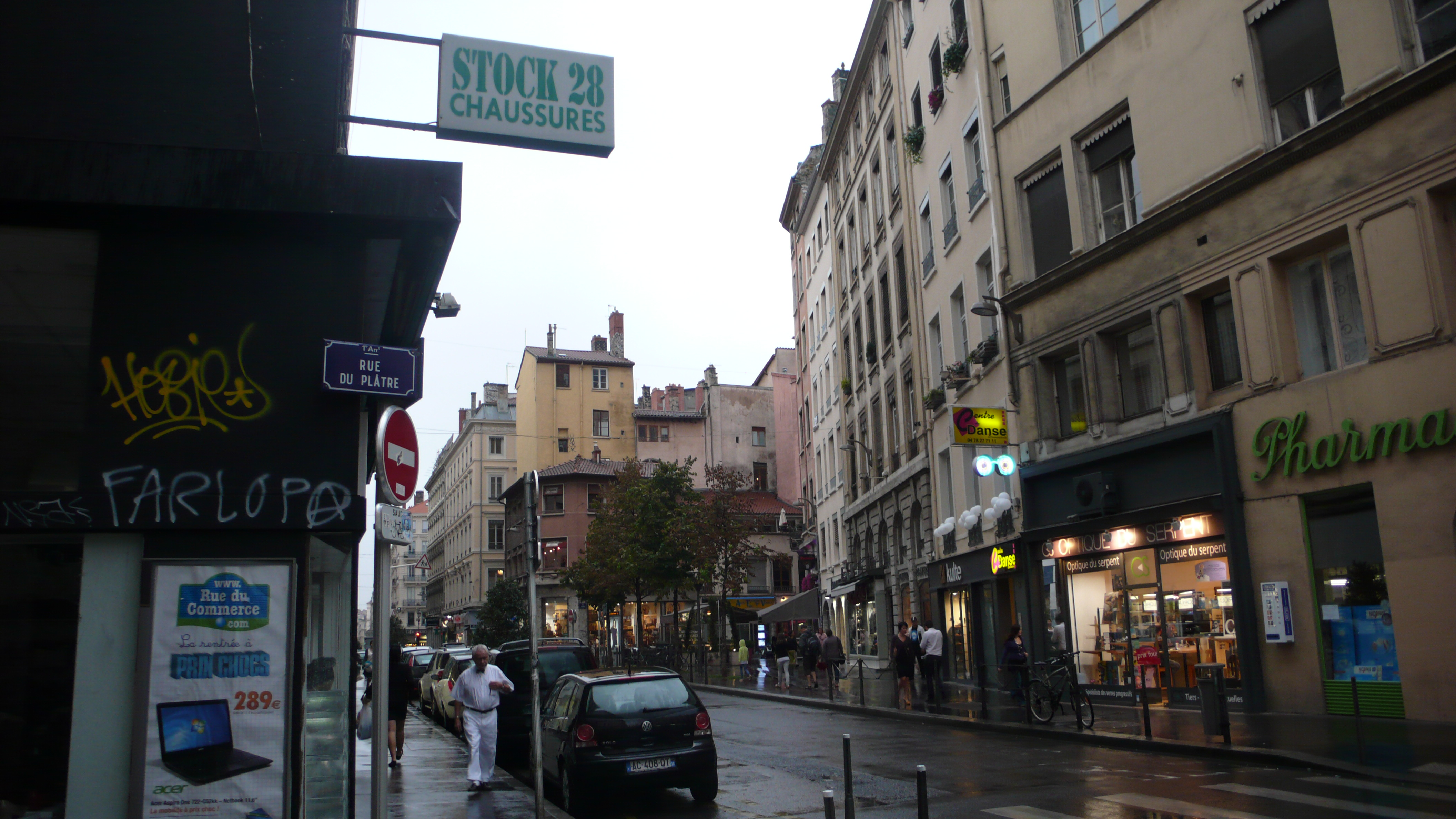
Rue Paul-Chenavard, vue vers le sud, depuis l'angle avec la rue du Plâtre.
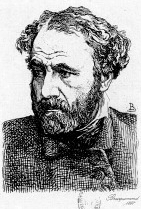
Le peintre Paul Chenavard par Félix Bracquemond.

### Autres références
1. ↑  Maurice Vanario, Rues de Lyon à travers les siècles, Lyon, Éditions lyonnaises d'art et d'histoire, 2002 (ISBN 2841471268), p. 76.
2. ↑  « Lyon . Cet immeuble est en péril depuis deux ans et c’est parti pour durer », sur www.leprogres.fr, 27 septembre 2023 (consulté le 14 août 2025)